# Sestava Československé hokejové reprezentace na ME 1932
Turnaj původně měla hostit Praha, ale 18. ledna 1932 se Československý svaz kanadského hokeje pořadatelství vzdal pro problémy s dostavbou stadiónu na Štvanici. Mistrovství se rozhodlo uspořádat Německo, jehož hokejisté se zároveň stali jedinými hráči, kteří se zúčastnili v tomto roce olympijského turnaje i mistrovství Evropy.
Českoslovenští hokejisté měli ve své II. skupině štěstí, když po remíze s Francouzi porazili výrazným rozdílem Lotyše. Ve finálové skupině ovšem českoslovenští hráči již skórovali pouze v jednom zápase, což nestačilo na zisk byť jediného bodu. Tým trpěl absencí střelce Malečka, který se zranil při soustředění před turnajem na lyžích. Během mistrovství Evropy se dále vážně zranili zkušení Pušbauer a Dorasil.

## Tabulka
| Medaile | Mužstvo   |
| ------- | --------- |
| Zlato   | Švédsko   |
| Stříbro | Rakousko  |
| Bronz   | Švýcarsko |

## Sestava
- Jan Peka
- Vojtěch Šimek
- Wolfgang Dorasil
- Jaroslav Pušbauer
- Zbislav Peters
- Karel Hromádka
- Tomáš Švihovec
- Jiří Tožička
- Alois Cetkovský
- Jan Michálek
- Adolf Ehrenhaft

Trenérem tohoto výběru byl František Lorenz.
| Sestava Československé hokejové reprezentace na ME                  | Sestava Československé hokejové reprezentace na ME           | Sestava Československé hokejové reprezentace na ME |
| ------------------------------------------------------------------- | ------------------------------------------------------------ | -------------------------------------------------- |
| Předchůdce: Sestava Československé hokejové reprezentace na ME 1929 | 1932 Sestava Československé hokejové reprezentace na ME 1932 | Nástupce:                                          |